# 深水長智
深水 長智（ふかみ ながとも）は、戦国時代から安土桃山時代にかけての武将。相良氏の家老、歌人。三河守。剃髪して三河入道、宗方（そうほう）または休甫を称した。父は深水頼金、子は深水頼則。養子は深水頼蔵。

## 生涯
深水氏は、第4代当主相良長氏の子蓑毛祐長の子長陸を祖とする。代々、相良氏の奉行職（執政）を務める家柄であったが、この長智は特に奉行としての手腕に長けた名臣として名高い。教養人だった最初の主君相良晴広の影響で、和歌や連歌にも長じ、元亀3年（1572年）に主君・相良義陽の側室である了信尼が難産であると聞き、長智が「露零（おち）ちて その葉はかろき 小松原」と発句すると安産になったとの逸話がある。
天正9年（1581年）に義陽が戦死すると、義陽の遺児・忠房を犬童頼安と擁立かつ補佐、また義陽の弟である相良頼貞が家督を奪わんと挙兵した際もこの問題の収拾に努めた。また、島津義久の病気養生の願掛けの為に一万の発句をするなどしており、その後の島津氏との関係を良好に保つことができたのも、この長智の功績である。
豊臣秀吉の九州征伐が始まると島津氏と共に闘うが、義久が八代から退去すると、人吉まで退去していた長智は、忠房の後を継いだ相良頼房がこのとき日向国にいた為、その弟である長誠を連れて八代城に出向き秀吉と会見、相良氏の存続について交渉しそれを承認させている。このとき、秀吉は長智の交渉能力や連歌の才を大いに気に入り、秀吉の直轄領である水俣地方の代官を任された。秀雅百人一首（弘化5年刊）には、“空蝉の羽より軽き身を持ちて　筑紫よしとは如何にいうべき”という彼の歌がある。
天正15年（1587年）に肥後国人一揆が勃発した際、秀吉の命で佐々成政に助勢しようとした島津義弘、伊集院忠棟の軍が大口に集結したものを、自分を攻めてくるものと勘違いした成政の依頼で、頼房は境界の津奈木城と佐敷城に兵を入れて入国を阻むという失態を犯したが、長智は大坂へ上洛し秀吉に陳謝、許しを得ることに成功している。
天正18年（1590年）に病没。法名は「権大僧都法印宗方」。墓は深水長命寺（現：相良三十三観音16番札所 深水観音）の脇にあり、現在は歯の神として信仰されている。
嫡子の摂津介頼則は天正14年（1586年）1月、高森城攻囲戦で既に戦死していたため（熊本県阿蘇郡高森町大字高森1666に「深水摂津介頼則の墓」が残る）、長智の弟・深水織部の子である頼蔵が跡を継いだ。